# Illiat
Illiat – miejscowość i gmina we Francji, w regionie Owernia-Rodan-Alpy, w departamencie Ain.
Z Illiat pochodził wikariusz apostolski Archipelagu Nawigatorów Pierre-Jean Broyer.

## Demografia
Według danych na styczeń 2012 r. gminę zamieszkiwało 605 osób, a gęstość zaludnienia wynosiła 29,7 osób/km².